# Сент-Віктуар

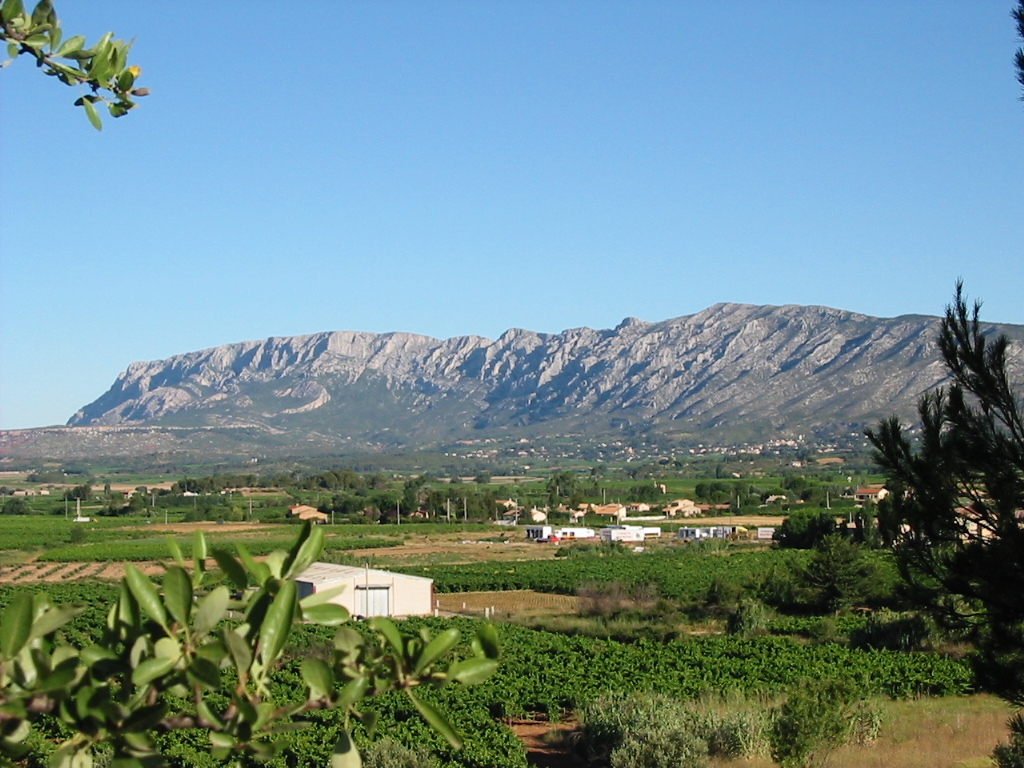

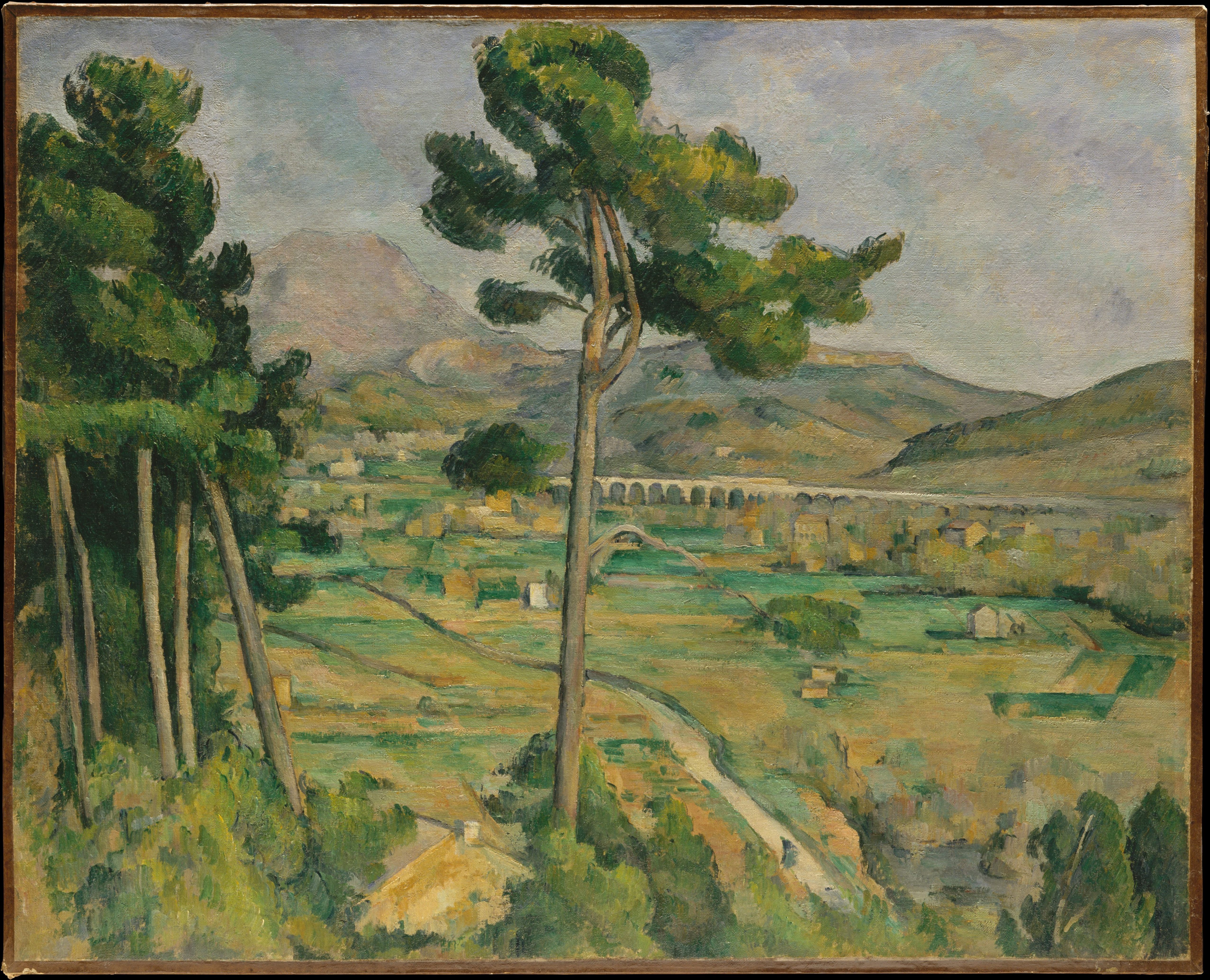
Поль Сезанн: Гори Сент-Віктура, 1882–85

43°32′21″ пн. ш. 5°38′43″ сх. д. / 43.539166666667° пн. ш. 5.6452777777778° сх. д.
Сент-Віктуар (фр. Montagne Sainte-Victoire) — гірська гряда на півдні Франції, улюблений пейзажний мотив у творчості Сезанна. Утворена з осадових порід. Простяглася на 18 км між департаментами Буш-дю-Рон і Вар. Найвища точка Пік-де-Муш — 1011 м. Масив є популярним місцем для туризму, скелелазіння, парапланеризму.

## Митці
Окрім Сезанна гори Сент-Віктуар були джерелом натхнення й для інших художників і письменників, а саме:
- Пабло Пікассо, який придбав у передгір'ї Сент-Віктуар Замок Вовенарг (Вовенарг), де облаштував художнє ательє, в якому працював з 1959 по 1962 роки.
- Василь Кандінський
- Петер Гандке, німецький письменник, який написав тут книгу «Вчення Сант-Віктуар» (Die Lehre der Sainte-Victoire, 1980)
- Гай Гавріел Кей, канадський письменник-фантаст, який написав тут роман «Ізабель» (Ysabel, 2007)